# Tomellana hupferi
Tomellana hupferi is een slakkensoort uit de familie van de Clavatulidae. De wetenschappelijke naam van de soort is voor het eerst geldig gepubliceerd in 1912 door Strebel.